# Axel Gauvin
Pour les articles homonymes, voir Gauvin.
Axel Gauvin est un écrivain français né le 3 août 1944 à Saint-Denis, le chef-lieu de La Réunion. Il a publié de nombreux ouvrages avec pour thème cette île du sud-ouest de l'océan Indien formant aujourd'hui un département d'outre-mer.

## Biographie
Axel Gauvin est né en 1944 sur la commune de Saint-Denis de la Réunion. Après des études secondaires dans cette commune, il entrepend une formation scientifique. Il est admis à l’École normale supérieure de Saint-Cloud en 1967 puis revient à La Réunion en 1968. De retour temporairement en métropole à Saint-Cloud, il obtient l’agrégation de Sciences Naturelles en 1972.
Il poursuit dès lors une carrière d’enseignant. Après avoir été tenté par le militantisme politique, il décide de se consacrer à l'écriture, en créole et en français (émaillé de créole), et à la promotion du créole. À partir de la fin des années 1980, il publie régulièrement des romans, des poèmes, du théâtre, ainsi que des essais,.
Il devient en 2006 président de l'Office de la langue créole, association loi de 1901. Axel Gauvin tente d'aider au développement de l'utilisation et de l'usage du créole réunionnais dans la société réunionnaise, dans le cadre du bilinguisme français/créole. Il essaie de valoriser les atouts du créole, une simplicité et une souplesse qui en feraient un outil à haute valeur poétique, facile à employer et surtout dont nombre de contenus propositionnels sont disponibles à l'illocutoire expressif. Cela passe par l'élévation des sentiments linguistiques pour la prononciation du créole et la prise en compte des compromis qu'impose le cadre bilingue à la transcription de cette prononciation.
C'est sous son impulsion que des chartes bilingues sont signées pour la première fois par des municipalités de l'île, lesquelles y sont invitées à élaborer une signalétique en créole. Dans cette perspective, Axel Gauvin élabore une graphie qui tente de tenir compte des variétés phonologiques du créole et de sa lisibilité.

## Écrits sélectifs
Romans
- Quartier Trois-Lettres, dessins de Labor Robert. L'Harmattan, 1980 (OCLC 6405257). 
  - Kartié-troi-lète (cpf). Ed. K'A, 2006 (OCLC 421491077).
- Faims d'enfance[4], Seuil, 1987 (OCLC 17876601). 
  - Bayalina (cpf). Ed. Grand Océan, 1996 (OCLC 493008841).
- L'Aimé[5]. Seuil, 1990 (OCLC 22907083).
- Cravate et fils. Seuil, 1996 (OCLC 35175234).
- Train fou[6]. Seuil, 2000.

Essais
- Du créole opprimé au créole libéré (Pou vanz pou la lang kréol. Essai pour la défense de la langue réunionnaise). L'Harmattan, 1977(OCLC 4462562).
- Petit traité de traduction créole réunionnais-français. Université de la Réunion, 2003 (OCLC 55664863).
- L'écriture du créole réunionnais : les indispensables compromis. Édition UDIR, 2004 (OCLC 469484394).
- Oui au créole, oui au français, en collaboration avec Yvette Duchemann, Fabrice Georger et Laurence Daleau. Tikouti Éditions, 2006 (OCLC 170906853).
- GranMerkal : représentations traditionnelles et représentations actuelles. Tikouti Editions, 2013.

Poésie
- Romans po detak la lang demay le ker[7]. (cpf + fr) Presses de développement, 1983 (OCLC 461645463)
- Lamour kivi : fonnkër-téat : po lir, po dir, po shanté, po žoué, po mime dessï (cpf). Ed. K'A, 2002 (OCLC 470071650)

Jeunesse
- Abder. Académie de la Réunion, illustrateur Fabrice Urbatro, 2006 (OCLC 470685343)

Théâtre
- Les limites de l'aube = La borne bardzour, titre original : La min korbo, (cpf + fr) Éditions Ader, 1988 (OCLC 27479019)

Traduction
- Douz shanté madégaskar (cpf), titre original Chansons madécasses d'Evariste de Parny, UDIR, 2005, co-traducteur Robert Gauvin (OCLC 122304667)
- Le gran kantik (cpf), (texte français extrait de la Bible de Jérusalem, 1998) Udir, 2005 (OCLC 74174450).
- Zan langouti rouz : in zistoir Tizan-Grandiab (fr). titre Original : P'tit Jean au pagne rouge (conte populaire) . Éd. Tikouti, illustrateur Patrick Booz, 2009 (OCLC 762779162)